# Premiile Academiei Române pentru anul 2011
Premiile Academiei Române pentru anul 2011 au fost acordate în decembrie 2013, în Aula Academiei Române.
Sunt indicate obiectul acordării premiului, cel mai adesea o lucrare, autorul acesteia și țara de reședință a autorului. În cazul în care nu este indicată țara, autorul este din România.

## I. Filologie și literatură

### Premiul „Timotei Cipariu“
- Lucrarea: Graiuri românești de la est la Nistru. Texte dialectale și glosar - Victorela Neagoe, et. alii (coautori care au un premiu al Academiei Române)
- Lucrarea: Latinis litteris operam navare. Despre traducerea surselor latine și integrarea lor în „Istoria ieroglifică“ - Oana Uță Bărbulescu

### Premiul „Bogdan Petriceicu Hașdeu“
- Lucrarea: Dicționarul etimologic al limbii române, Vol. I (A-B) - Doina Doroftei, Carmen Mârzea Vasile, Iuliana Chiricu, et. alii (coautori care au un premiu al Academiei Române)
- Lucrarea: Relațiile lexicale dintre indoeuropeană și familiile uralică și altaică. Ipoteza nostratică; comparații lingvistice și fiabilitate statistică - Dan Ungureanu

### Premiul „Ion Creangă“
- Lucrarea: Ploile amare - Alexandru Vlad

### Premiul „Titu Maiorescu“
- Lucrarea: Luceafărul de Mihai Eminescu. Portret d’un dieu obscure - Giselle Vanhes
- Lucrarea: Viața lui M. Blecher. Împotriva biografiei - Doris Mironescu
- Lucrarea: ION BARBU și spiritualitatea românească modernă – ermetismul canonic - Theodor Codreanu

### Premiul „Lucian Blaga“
- Lucrarea: Definițiile romanului. De la Dimitrie Cantemir la G. Călinescu - Șerban Axinte
- Lucrarea: Fotografie de grup cu scriitoare uitate. Proză feminină interbelică - Bianca Burță-Cernat

### Premiul „Mihai Eminescu“
- Lucrarea: Arminden cu heruvimia - Mircea Lutic

### Premiul „Ion Luca Caragiale“
Premiul nu a fost acordat.

## II. Științe istorice și arheologie

### Premiul „Vasile Pârvan“
- Lucrarea: Obiceiuri funerare în epoca bronzului la Dunărea Mijlocie și Inferioară - Ion Motzoi Chicideanu

### Premiul „Alexandru D. Xenopol“
- Lucrarea: Locuirea teritoriului Nord-Vestic al României între Antichitatea târzie și perioada de început a epocii medievale timpurii (mijlocul sec. V – sec. VII timpuriu) - Ioan Stancu
- Lucrarea: Lumea rurală în provinciile Moesia Inferior și Thracia (secolele I–III p.Chr.) - Adela Bâltâc

### Premiul „Dimitrie Onciul“
- Lucrarea: Sfârșitul epocii bronzului și începutul epocii fierului în Sud-Vestul României - Simona Lazăr

### Premiul „Nicolae Iorga“
- Lucrarea: The Edinburgh History of the Greeks cc 500–1050: The Early Middle Ages - Florin Curta (S.U.A.)

### Premiul „Mihail Kogălniceanu“
- Lucrarea: Ctitori și ctitorii la curbura Carpaților în veacurile XIV–XVIII - Emil Lupu
- Lucrarea: Culte solare și lunare în Asia Mică în timpul Principatului (secolele I–II d.Hr.) - Iulian Moga

### Premiul „Nicolae Bălcescu“
- Lucrarea: Din trecutul marii boierimi muntene: marele vornic Stroe Leurdeanu - Spiridon I. Cristocea
- Lucrarea: Politicile culturale comuniste în timpul regimului Gheorghiu-Dej - Cristian Vasile

### Premiul „George Barițiu“
- Lucrarea: Nouă luni în Transilvania (decembrie 1848 – august 1849). Generalul Josef Bem în corespondență, proclamații, documente - Ela Cosma
- Lucrarea: Din istoria și arta cărții românești vechi: Gravura de la Buda (1780–1830) - Anca Elisabeta Tatay

### Premiul „Eudoxiu Hurmuzaki“
- Lucrarea: Istoria mișcării filatelice din România - Cristian Andrei Scăiceanu
- Lucrarea: Antroponimia în Transilvania medievală (secolele XI–XIV). Evaluare statistică, evoluție, semnificații, 2 vol. - Șerban Turcuș, Adinel Dincă, Mihai Hasan, Victor Vizauer

## III. Științe matematice

### Premiul „Simion Stoilow“
- Grupul de lucrări: Contribuții la studiul teoriei operatorilor - Dan Timotin

### Premiul „Gheorghe Țițeica“
- Grupul de lucrări: Contribuții la studiul algebrelor Hopf - Ana-Loredana Agore
- Grupul de lucrări: Geometria suprafețelor în spații omogene de dimensiune 3 - Marian Munteanu

### Premiul „Spiru Haret“
- Grupul de lucrări: Modelare în mecanica mediilor continue - Cătălin Galeș
- Grupul de lucrări: Ecuații primitive ale oceanelor și modelarea condițiilor la frontiera - Mădălina Petcu

### Premiul „Dimitrie Pompeiu“
- Grupul de lucrări: Studiul super-rigidității în algebre von Neumann și teoria ergodică - Adrian Ioana
- Grupul de lucrări: Contribuții la studiul mișcării Browniene - Mihai Pascu

### Premiul „Gheorghe Lazăr“
Premiul nu a fost acordat.

## IV. Științe fizice

### Premiul „Dragomir Hurmuzescu“
- Grupul de lucrări: Cross section for alpha – particle induced reactions on 115,116 Sn around the Coulomb barrier - Dan Filipescu, Tudor Glodariu

### Premiul „Constantin Miculescu“
- Grupul de lucrări: Resonant wave formation in Bose-Einstein condensates și Faraday wave in Bose-Einstein condensates subject to anisotropic transverse confinement - Alexandru Nicolin
- Grupul de lucrări: Teoria câmpului gravitațional în modele cu extra-dimensiuni. Moduri cuantice exacte în câmpuri extreme - Marina Aura Dariescu, Ciprian Dariescu

### Premiul „Horia Hulubei“
- Lucrarea: Modelarea separării izotopice în instalații de concentrare a apei grele prin schimb chimic apă-hidrogen sulfurată - Cornelia Croitoru
- Grupul de lucrări: Efectele radiațiilor și măsurări radiometrice cu aplicații în biomedicină și mediu - Mihaela Antonina Călin, Marian Romeo Călin

### Premiul „Ștefan Procopiu“
- Grupul de lucrări: Contribuții la investigarea complexă experimental-teoretică a sistemelor feroelectrice și multiferoice unifazice și composite - Liliana Mitoșeri
- Grupul de lucrări: Efecte ale câmpului laser intens nerezonant asupra structurii subbenzilor de conducție în fire și gropi cuantice semiconductoare - Adrian Radu

### Premiul „Radu Grigorovici“
- Grupul de lucrări: Proprietăți optice ale unor sisteme oxidice - Anca Stănculescu, Aurelian Cătălin Gâlcă
- Grupul de lucrări: Proprietăți fizice ale unor materiale nanostructurale - Ana Maria Lepădatu, Ionel Stavarache, Elisabeta Corina Secu

## V. Științe chimice

### Premiul „Costin D. Nenițescu“
- Grupul de lucrări: Activarea moleculelor mici la centri metalici biologici - Radu Silaghi-Dumitrescu

### Premiul „I.G. Murgulescu“
- Grupul de lucrări: Nanoagregate coloidale investigate prin simulări Monte Carlo - Daniel Angelescu

### Premiul „Gheorghe Spacu“
- Grupul de lucrări: Complecși heterometalici magnetici și luminiscenți conținând lantanide - Traian-Dinu Păsătoiu, Carmen Tiseanu
- Grupul de lucrări: Oxalato-complecși heterometalici - Gabriela Marinescu

### Premiul „Nicolae Teclu“
- Grupul de lucrări: Optimizarea performanțelor fizico-mecanice ale materialelor poliuretanice elastomere - Cristina Prisăcari
- Grupul de lucrări: Obținerea de structuri macromoleculare funcționale avansate cu potențiale aplicații biomedicale - Loredana Elena Niță

## VI. Științe biologice

### Premiul „Emil Racoviță“
- Lucrarea: Megaplasmidul pAO1 Structură și funcție, 2011 - Marius I. Mihășan
- Lucrarea: Neurofiziologie. Rolul unor neurotransmițători și zone nervoase în modularea proceselor cognitive și imunitare, 2011 - Lucian Hrițcu

### Premiul „Grigore Antipa“
- Lucrarea: Dinamica populațiilor de cervide și bovide din Fauna României. 2011 - Sorin Geacu

### Premiul „Emanoil Teodorescu“
- Lucrarea: Teoria genică a sexualității și aplicațiile ei practice, 2011 - Florin R. Pricop

### Premiul „Nicolae Simionescu“
- Lucrarea: Dicționar de microbiologie generală și biologie moleculară, 2011 - Gheorghe Zarnea, Octavian Popescu * Cu mențiunea: premiu pentru carte.

## VII. Științe geonomice

### Premiul „Grigore Cobălcescu“
- Lucrarea: Atlasul regiunii București-Ilfov. Evaluarea factorilor de mediu - Dorin Gheorghe Dordea, Viorel Sprânceană, Ion Casapu, Anca Dobrescu

### Premiul „Gheorghe Munteanu-Murgoci“
- Lucrarea: A dedicated on-board dual-energy computer tomograph - Mihai Iovea, Marian Neagu, Octavian Duliu, Gheorghe Oaie, Ștefan Szobotka, Gabriela Mateiaș
- Lucrarea: Mineritul și poluarea râurilor cu metale grele în Munții Metaliferi. Aplicații în bazinele hidrografice ale Crișului Alb și Certejului - Mihaela Sima

### Premiul „Ludovic Mrazec“
- Lucrarea: Nanominerals and their bearing on metals uptake by plants - Sorin S. Udubașa, Șerban Constantinescu, Nicoleta Popescu-Pogrion, Anca Sârbu, Claudia Stihi, Gheorghe Udubașa

### Premiul „Ștefan Hepites“
- Grupul de lucrări: Geneza și evoluția ejecțiilor coronale de masă (Genesis and evolution of the coronal mass ejections) - Marilena Mierlă (România), Bernd Inhester (Germania), Luciano Rodriguez (Belgia), Samuel Gissot (Belgia), Andrei Zhukov (Belgia), Matt West (Belgia), Iulia Chifu (România), Emilia Kilpua (Finlanda), Alessandro Bemporad (Italia), Durgesh Tripathi (India), Nandita Srivastava (India)

### Premiul „Simion Mehedinți“
- Lucrarea: Resursele de apă din Subcarpații de curbură. Evaluări geospațiale - Viorel Chendeș
- Lucrarea: Așezările rurale din Câmpia Băileștiului (cu elemente de etnografie) - Anca Ceaușescu

## VIII. Științe tehnice

### Premiul „Traian Vuia“
- Lucrarea: Mechanics of Materials - Ioan Goia

### Premiul „Henri Coandă“
- Lucrarea: Filosofia propulsiei si tractiunii aeronautice (Filopropulsia) - Virgil Stanciu

### Premiul „Constantin Budeanu“
- Lucrarea: Mașini electrice - Neculai Galan

### Premiul „Anghel Saligny“
Premiul nu a fost acordat.

### Premiul „Aurel Vlaicu“
Premiul nu a fost acordat.

## IX. Științe agricole și silvice

### Premiul „Ion Ionescu de la Brad“
- Lucrarea: Situația agriculturii și a exploatațiilor agricole în țările membre ale Uniunii Europene - Ioan Niculae Alecu, Eugenia Alecu
- Lucrarea: Un secol de frământări agrare și drama țăranului român - Constantin Dropu

### Premiul „Traian Săvulescu“
- Lucrarea: Diagnostic epidemiologic și morfoclinic în boli infecțioase la animale - Martin Pop, Ioan Olariu Jurca, Constantin Vasiu, Adrian Olariu Jurca
- Lucrarea: Medicina internă a animalelor vol 1 + vol 2 - Constantin Falcă, Mircea Mircean, Teodor Moț, Corneliu Brăslașu, Gavril Giurgiu, Constantin Vlăgioiu, Călin Pop, Ionel Papuc, Gheorghe Solcan, Vasile Vulpe, Doru Morar

### Premiul „Marin Drăcea“
- Lucrarea: Plante transgenice - Elena Marcela Badea, Ion Păun Otiman, Sergiu Vălimăreanu, Ioan Zagrai, Sorina Popescu, Lucian Buzdugan, Florina Radu

### Premiul „Gheorghe Ionescu-Șișești“
- Lucrarea: Alternativele economiei rurale a României: dezvoltarea agriculturii sau insecuritate alimentară și deșertificare rurală severă - Ion Păun Otiman, coordonator, Nicoleta Mateoc Sîrb, Adrian Băneș, Andreea Nagy, Camelia Gavrilescu, Cecilia Alexandri, Iuliana Ionel

## X. Științe medicale

### Premiul „Iuliu Hațieganu“
- Lucrarea: Aminoacidopatii: aspecte genetice, biochimice și clinice - Romana Vulturar, Mircea Cucuian

### Premiul „Daniel Danielopolu“
- Lucrarea: Coronary Stent Restenosis - Ioan C. Tintoiu

### Premiul „Constantin I. Parhon“
- Lucrarea: Atlasul Antropologic al României Vol. I - Elena Radu, Cristiana Glavce, Maria Bula
- Lucrarea: Atlasul Antropologic al României Vol. II - Corneliu Vulpe
- Lucrarea: Atlasul Antropologic al Deltei Dunării - Maria Știrbu, Ana Tarca, Georgeta Miu

### Premiul „Gheorghe Marinescu“
Premiul nu a fost acordat.

### Premiul „Victor Babeș“
Premiul nu a fost acordat.

### Premiul „Ștefan S. Nicolau“
Premiul nu a fost acordat.

## XI. Științe economice, juridice și sociologie

### Premiul „Petre S. Aurelian“
- Lucrarea: Starea economică în malaxorul crizei - Constantin Anghelache

### Premiul „Virgil Madgearu“
- Lucrarea: Turism în Carpații Meridionali - Ion Talabă, Elena-Monica Talabă, Raluca-Maria Apetrei

### Premiul „Victor Slăvescu“
- Lucrarea: Tezaurul Băncii Naționale a României la Moscova. Documente, ediția a II-a revăzută și adăugită - Cristian Păunescu, Marian Ștefan
- Lucrarea: Biletul de ieșire din criză - Adrian Vasilescu

### Premiul „Dimitrie Gusti“
- Lucrarea: Stat, majoritate și minoritate națională în România - Adrian Ivan
- Lucrarea: Dinamica migrației internaționale: un exercițiu asupra migrației românești din Spania - Monica Șerban

### Premiul „Andrei Rădulescu“
- Lucrarea: Bunurile temporale ale Bisericii. Regimul juridic al bunurilor aparținând cultelor religioase - Liviu-Marius Harosa

### Premiul „Simion Bărnuțiu“
Premiul nu a fost acordat.

### Premiul „Nicolae Titulescu“
Premiul nu a fost acordat.

## XII. Filosofie, teologie, psihologie și pedagogie

### Premiul „C. Rădulescu-Motru“
- Lucrarea: Tratat de psihopedagogie specială - Colectiv coordonat de Emil Verza, Florin Emil Verza

### Premiul „Mircea Florian“
- Lucrarea: Ființă și reprezentare a fanteziei la Franz Brentano - Ion Tănăsescu
- Lucrarea: Autonomia umbrei - Ion Militaru

### Premiul „Vasile Conta“
- Lucrarea: Teologie și medicină pentru familie - George Stan

### Premiul „Ion Petrovici“
- Lucrarea: Creativitatea. Fundamente secrete și strategii - Georgel Paicu

## XIII. Arte, arhitectură și audiovizual

### Premiul „George Enescu“
- Lucrarea: IF pentru oboi și mediu electronic - Adrian Borza

### Premiul „Ciprian Porumbescu“
- Lucrarea: Dinamica leitmotivelor în tetralogia wagneriană. Amurgul zeilor - Alice Mavrodin (în CI Eugenia Alice COMES)

### Premiul „George Oprescu“
- Lucrarea: Fecioarele înlăcrimate ale Transilvaniei. Preliminarii la o istorie a toleranței religioase - dr. Ana Dumitran, Enikő Hegedűs, Vasile Rus
- Lucrarea: Elitele și arhitectura în Țările Române (sec. XIX-XX) - dr. Ion Dorin Narcis

### Premiul „Simion Florea Marian“
- Lucrarea: Atlasul etnografic român. Sărbători și obiceiuri, vol. I Timoc; vol. II Valea Dunării - Emil Țârcomnicu, Lucian David, Ionuț Semuc, Adelina Dogaru

### Premiul „Duiliu Marcu“
- Pentru contribuția de excepție la protejarea și modernizarea școlii românești de arhitectură - prof. dr. arh. Emil Barbu Popescu

### Premiul „Aristizza Romanescu“
- Pentru întreaga creație teatrală și cinematografică - Tamara Buciuceanu-Botez
- Lucrarea: Machbeth. Un studiu - Ion Caramitru

### Premiul „Ion Andreescu“
Premiul nu a fost acordat.

## XIV. Știința și tehnologia informației

### Premiul „Tudor Tănăsescu“
- Lucrarea: Synthesis of Computational Structures for Analog Signal Processing - Cosmin Radu Pop
- Lucrarea: Failure Analysis - Marius Bâzu, Titu Băjenescu

### Premiul „Grigore Moisil“
- Lucrarea: Mobility in Process Calculi and Natural Computing - Bogdan Aman, Gabriel Ciobanu
- Lucrarea: Calculul evolutiv și aplicațiile sale în teoria jocurilor - Rodica Ioana Lung

### Premiul „Gheorghe Cartianu“
- Lucrarea: A 3D Smith Chart based on the Riemann Sphere for Active and Passive Microwave Circuits - Andrei A. Müller, P. Soto, V. E. Boria
- Grup de lucrări: Trei lucrări în domeniul procesării de imagini - Florin Rotaru, Silviu Bejinariu